# منطقه لویشام لندن
منطقه لویشام لندن (به انگلیسی: London Borough of Lewisham) یک منطقه در بریتانیا است که در لندن بزرگ واقع شده‌است.
این منطقه ۳۵.۱۵ کیلومتر مربع مساحت و ۲۶۱٬۶۰۰ نفر جمعیت دارد.

## خواهرخوانده
شهرهای شارلوتنبورگ-ویلمرسدورف، شارلوتنبورگ، آنتونی، او-دو-سن و Matagalpa, Matagalpa خواهرخوانده‌های منطقه لویشام لندن هستند.